# Mellow Man Ace
Ulpiano Sergio Reyes, född 12 april 1967, är en afro-kubansk rappare känd som Mellow Man Ace och är en grundarna till hiphopgruppen Cypress Hill. Han är även bror till rapparen och Cypress Hill-medlemmen Sen Dog.